# Monastère de Snetogorski
Le monastère Snetogorski ou monastère Snetogorski de la Nativité-de-la-Vierge (en langue russe : Рождества Пресвятой Богородицы Снетогорский монастырь), est un monastère pour femmes de l'Église orthodoxe russe situé à Pskov. Il s'agit d'un des plus anciens monastères de Pskov encore existants et dont les chroniques mentionnent la présence pour la première fois à la fin du XIIIe siècle, le 4 mars 1299. À l'origine, il s'agissait d'un monastère pour hommes.

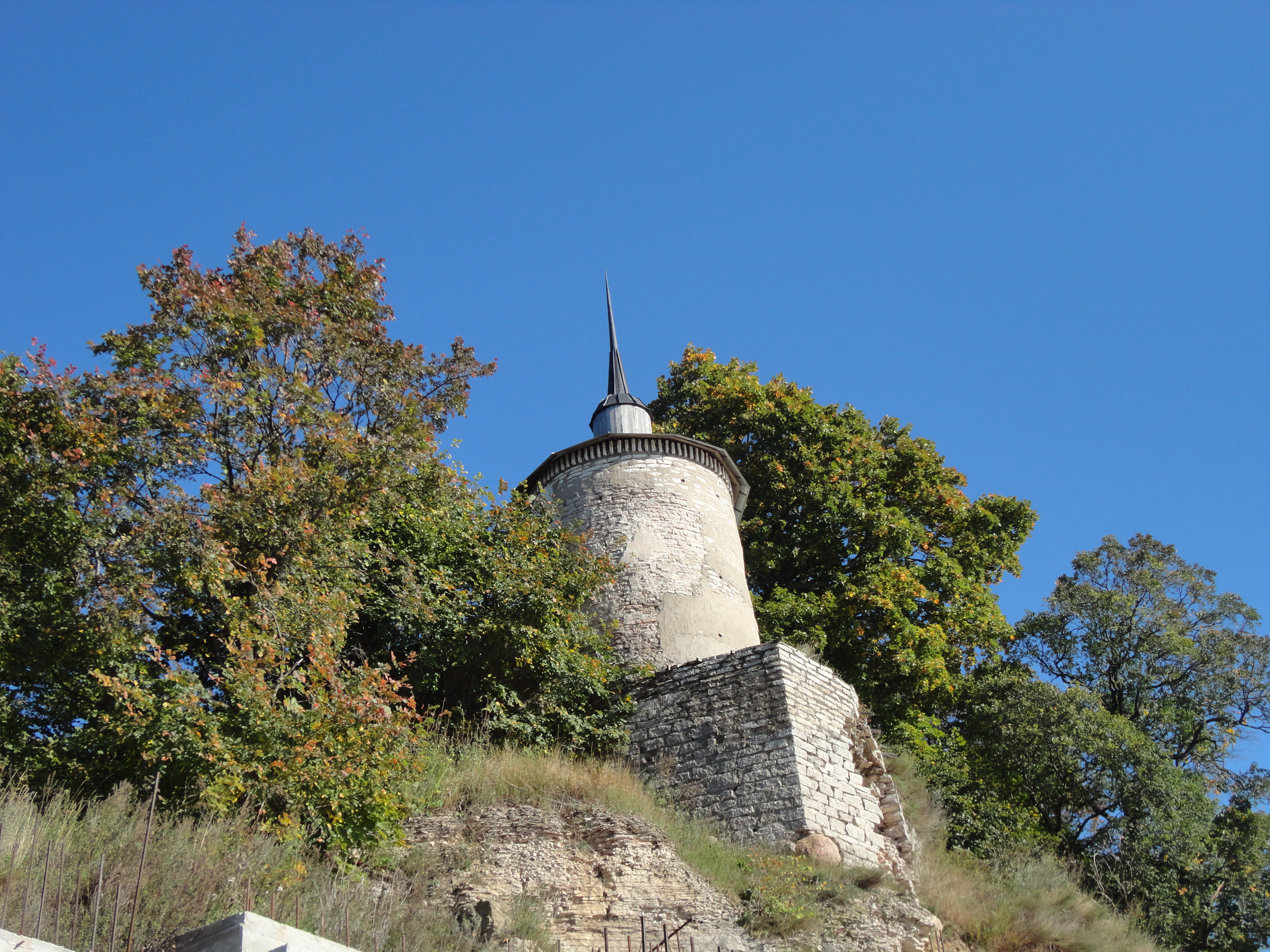
Tour de garde du monastère sur les hauteurs

Le monastère se trouve à 3,5 kilomètres du centre actuel de la ville de Pskov, sur la rive droite de la rivière Velikaïa, au-dessus d'un promontoire rocheux appelé « mont sniatnaïa », du nom d'une espèce locale de poisson pêché dans ses eaux, le « sneti ».

## Histoire

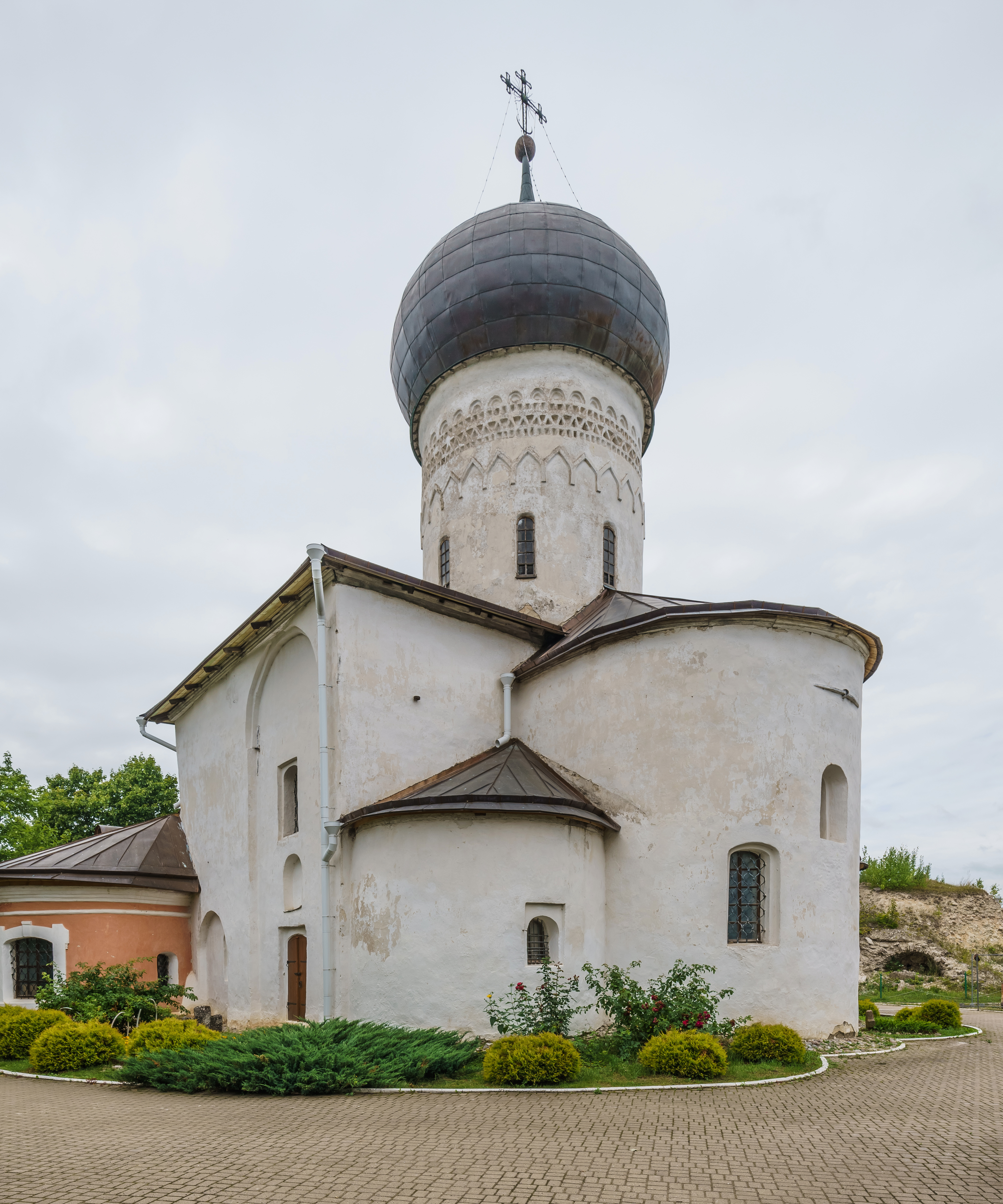
L'église de la Nativité du monastère

La date exacte de la fondation du monastère n'est pas connue. Suivant une des légendes, il aurait pu être fondé par des moines venant du Mont Athos. Selon une autre qui semble actuellement plus fondée il aurait été créé par l'higoumène Joasaph
La première mention dans les chroniques de Pskov, mentionne une date de la fin du XIIIe siècle : le 4 mars 1299. Pour signaler qu'à cette époque le monastère est incendié et saccagé par les troupes des chevaliers livoniens. Lors de ces évènements, l'higoumène Joasaph est tué ainsi que 17 moines.
Au XIVe siècle-XVe siècle, le monastère Snetogorski devient le principal centre spirituel et monastique de Pskov. Un élément qui a joué un rôle favorable dans le développement du monastère dès le début du XIVe siècle, c'est la construction d'une église en pierre au sein de celui-ci, après une longue période d'interruption de ce type de constructions, due aux invasions mongoles en Russie. Au Krom de Pskov, entre les rivières Velikaïa et Pskova, existe depuis le milieu du XIVe siècle la cour du monastère, un espace architectural regroupant un palais princier, des églises et le marché. Cette cour et ce marché renforcent les liens entre le monastère et la bourgade de Pskov, et, de plus, facilitent les relations avec les marchands des pays baltes, de l'île de Gotland puis de la Hanse. Les marchands apportent surtout des draperies, tandis qu'ils repartent avec des fourrures, du lin, du chanvre et du lard. Un hôtel de commerce pour étrangers est situé à proximité du marché, mais à l'extérieur de celui-ci. L'accès y est en effet interdit aux étrangers pour ne pas qu'ils influencent les prix et dominent les transactions. Les négociations se faisaient sur le pont de la Velikaïa. De nombreux visiteurs étrangers se rencontraient à cet endroit. En 1472, la tsarine Sophie Paléologue passe par le monastère alors qu'elle était en route pour effectuer un voyage à travers l'Europe de l'Ouest et les pays baltes.
Venant de Serbie ou du Mont Athos, arrivent des moines qui feront la réputation religieuse du monastère : Euphrosyne de Pskov, Savva de Krypetskoïe. Ils ont d'ailleurs été à l'origine de la construction d'autres monastères dans les environs de Pskov : le monastère de Krypetskoïe et le monastère Éléazar.
Plusieurs princes et boyards se sont retirés dans ce monastère, après avoir cessé d'exercer leurs fonctions. Ainsi en 1420-1421, durant une épidémie de peste, Fiodor Alexandrovitch de Rostov prononça ses vœux monastiques avant de partir mourir à Moscou à la suite de cette maladie. À l'intérieur de l'église du monastère, subsistent des dalles funéraires des XVIe siècle et XVIIe siècle. À l'extérieur de l'édifice s'est formé un cimetière du monastère.
À l'époque de la Guerre de Livonie, le monastère est pillé par les forces du roi de Pologne, Étienne Báthory. Le siège de Pskov en 1581-1582 provoqua des dégâts au monastère dus aux incendies qui endommagèrent en même temps gravement les fresques. Les frères du monastère sont obligés de se cacher dans les caves de la cour de Pskov. Durant les Temps des troubles, les cosaques, puis les troupes polonaises d'Alexandre Jozef Lisovski tentent de prendre Pskov. Finalement, en 1615, le roi de Suède Gustave II Adolphe organise lui-même un nouveau Siège de Pskov, mais sans succès. 

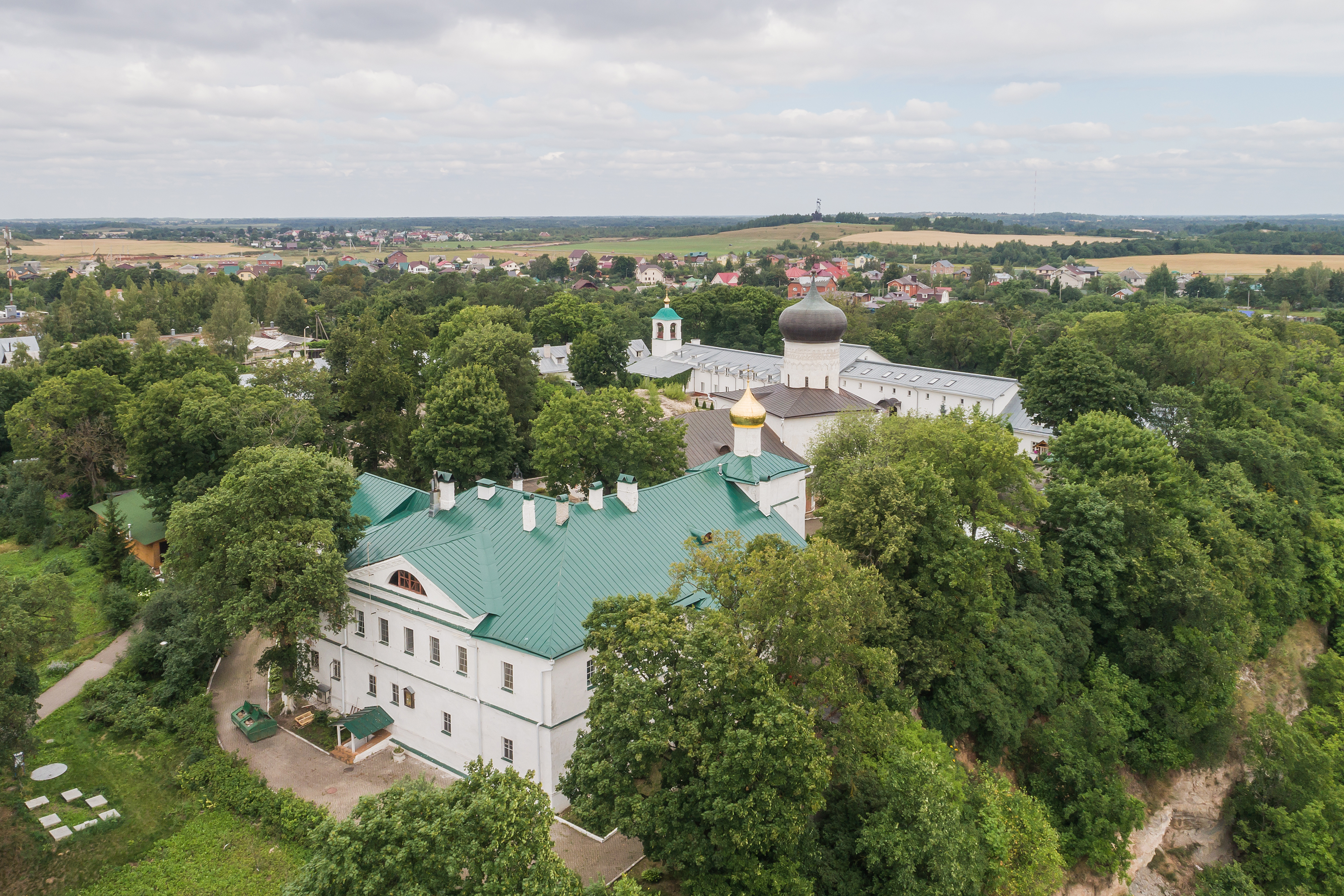
Monastère de Snetogorski

Au XVIIe siècle, le monastère renaît de ses cendres. Il joue un rôle important vu sa situation au centre de Pskov. En matière commerciale, sa position est une des plus importantes de toute la Russie, grâce à la situation géographique de Pskov à la frontière avec les pays baltes. Son économie est florissante, le monastère prend part au ravitaillement de l'armée, il dirige, avec les paysans de Pskov, la construction et la réparation des murs des bâtiments de la ville.
C'est au début du XVIIIe siècle que la situation du monastère se détériore, à la suite de la Grande guerre du Nord contre la Suède. Qui plus est, en 1710, un incendie ravage le site et détruit des archives, dont celles très précieuses, relatives à la fondation du monastère. La fin du monastère est annoncée lorsque Catherine II sécularise les biens de l'Église orthodoxe. En 1804, il est fermé et il est décidé de construire dans son enceinte une maison de ville pour l'archevêque.
De 1816 à 1822, l'archevêque de Pskov Eugène vit au monastère. C'est non seulement un homme d'Église actif, mais aussi un remarquable historien. Il étudie plus particulièrement l'histoire de Pskov à partir des archives du consistoire orthodoxe de la ville. En 1825, le poète Alexandre Pouchkine vient visiter le monastère depuis son domaine familial proche de Pskov, à Mikhaïlovskoïe.
Après la Révolution d'Octobre, vers 1920, commence la dégradation des bâtiments, et ce malgré le fait qu'ils soient inscrits sur la liste des édifices anciens à protéger. Sont touchés : la maison de l'archevêque, l'église de la Nativité-de-la-Vierge, qui perdent leurs toits, le dôme, leurs fenêtres. Le monastère devient une maison de repos. En 1934, le clocher de l'église de l'Ascension, d'une hauteur de 86 mètres est partiellement détruit.
Durant la Grande Guerre patriotique, c'est au monastère que s'installe le quartier général du groupe d'armées allemand Nord. Le territoire du monastère et les bâtiments sont aménagés pour le logement des officiers allemands. Dans l'église Saint-Nicolas est installée une salle de réunion, dans l'église de la Nativité, la cave à vin et dans les ruines de l'église de l'Ascension, un garage. Lors de leur retraite, les forces allemandes ont mis hors d'usage le puits artésien et les réservoirs d'eau qui se trouvaient près de l'église de l'Ascension. 
Après la guerre, le monastère a été utilisé comme maison de repos et comme maison de vacances pour enfants. Toutefois l'église de la Nativité-de-la-Vierge a été confiée aux instances de l'État chargées de la protection des monuments historiques et culturels. Dès la fin des années 1940 et le début des années 1950, sa restauration a été entreprise et est toujours en cours.
En 1993, la propriété du monastère est transférée à l'éparchie de Pskov et il est ouvert comme couvent pour femmes. Le culte est rendu dans l'église-réfectoire (trapeznaïa) Saint-Nicolas où se trouvent les reliques du saint martyr Higoumène Joasaph. On y trouve aussi des reliques du saint martyr Pantaléon, de Saint Nicolas le Thaumaturge, de Tikhon Zadonski. Et également les icônes de la Vierge Marie de Tikhvine, d'Irevsk, de Snetogorski, l'icône du vénérable Macaire donnée au monastère par le patriarche Cyrille de Moscou. 
Le 26 juillet 2012, l'église de la Nativité-de-la-Vierge a été donnée gratuitement pour 50 ans au couvent de femmes qui s'est installé au monastère.

## Ensemble

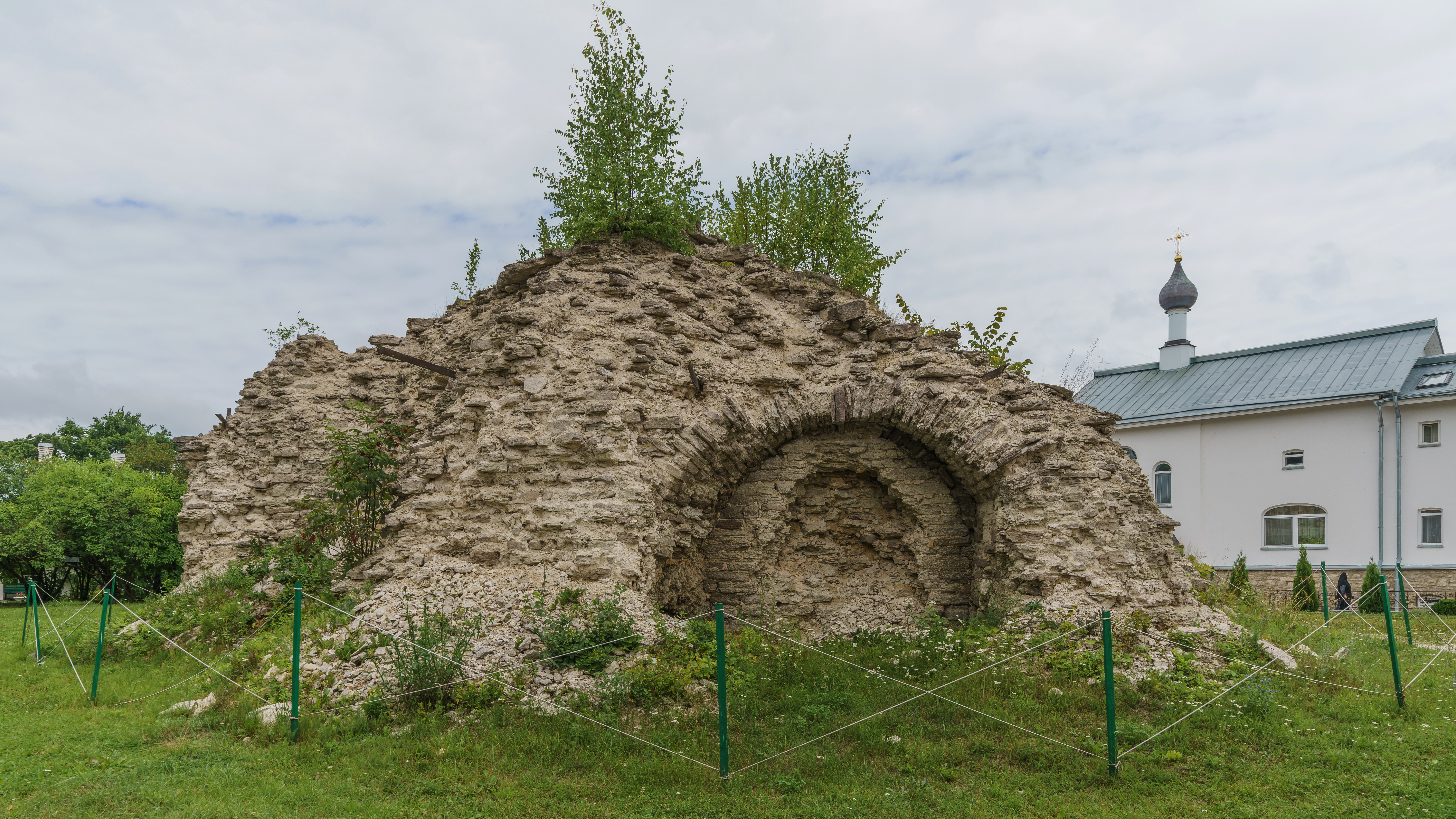
Ruines de l'église de l'Ascension. 1526

L'ensemble du monastère comprend : l'église de la Nativité-de-la-Vierge (1310—1311.), l'église-réfectoire de Saint-Nicolas Thaumaturge (1519), la maison de l'Archevêque (1805), les ruines du pilier de Snetogorski, le clocher de l'église de l'Ascension du Seigneur (1526 — XIXe siècle), la Sainte Porte et la clôture du monastère des XVIIe siècle et XVIIIe siècle. Le périmètre de la propriété du monastère s'élève à 420 mètres,

### Église de la Nativité-de-la-Vierge
Le sanctuaire principal du monastère est l'église de la Nativité-de-la-Vierge, bâtie en 1311 à l'image de l'église de la Transfiguration-du-Sauveur du monastère de la Miroja. En 1313, elle est peinte à fresque. L'ensemble de ces fresques est un magnifique exemple de l'école artistique de Pskov et est le seul à avoir été conservé de son époque (début du XIVe siècle).